# Мирабелла-Эклано
Мирабелла-Эклано (итал. Mirabella Eclano) — коммуна в Италии, располагается в регионе Кампания, в провинции Авеллино.
Население составляет 8303 человека, плотность населения составляет 252 чел./км². Занимает площадь 33 км². Почтовый индекс — 83036. Телефонный код — 0825.
Покровителями коммуны почитаются Пресвятая Богородица (Madonna del Latte) и святой Приск, празднование 2 февраля и 15 апреля.
Мирабелла-Эклано имеет давнюю историю. Первые поселения относятся к периоду неолита. Являлся городом-государством самнитов под названием Aeclanum, впоследствии был завоеван римлянами.